# 61e compagnie de circulation
La 61e compagnie de circulation est une unité militaire française.
Lors de la réorganisation de l'Armée de terre en 1984, la 6e Division Blindée de Strasbourg est dissoute et son escadron de circulation (le 6e EC) fait mouvement vers Auxonne pour devenir l'escadron de circulation de la force d’action rapide. Arrivé à Auxonne le 22 juin 1984, il prend le 1er juillet l'appellation de 61e Escadron de Circulation et hérite des traditions de la 61e Compagnie de Circulation Routière (61e CCR). L'escadron de circulation et d'escorte du 511e Régiment du Train d'Auxonne est actuellement porteur des traditions de la 61e CCR.

## Historique et filiation de la61eCompagnie de Circulation Routière
Cet historique ne traite que du passé de l'unité sous son appellation de 61e Compagnie de Circulation Routière sous laquelle elle s'est brillamment comportée en Cochinchine et a gagné la Croix de guerre des Théâtres d'opérations extérieurs avec étoile d'Argent.
- 1945 - Création à Saint-Raphaël (Var) du 61e détachement de circulation routière (61e DCR) affecté à la 3e Division d'Infanterie Coloniale (3e DIC) qui fait mouvement vers l'Indochine.
- 1946 - Le 1er mai est créé à Saïgon, à partir du DCR 61, la 61e Compagnie de circulation routière, elle est stationnée à l'hippodrome de Phu-To
- 1954 - Le 1er novembre la 61e CCR devient 261e CCR
- 1955 - À sa création le Groupement de circulation routière 603 intègre la 261e CCR qui devient 2/603
- 1956 - Le 603e GCR est dissous à Constantine après son transfert en Afrique du Nord et la 2/603 devient alors 223e CCR
- 1963 - La 223e CCR devient 252e CCR au 1er janvier puis elle est rapatriée en métropole avant d'être dissoute en décembre au camp de Sissonne (Aisne).
- 1984 - Le 1er juillet le 6e Escadron de circulation devient 61e EC et hérite des traditions de la CCR d'Indochine, stationné à Auxonne.
- 1991 - Le 30 juin le 61e Escadron de Circulation, successeur de la 61e Compagnie de Circulation Routière, est dissous. Le 1er juillet 1991, le 511e Régiment du Train change de structure, et crée, en lieu et place du 61e EC. dissous, le 3e Escadron de Transport.

## Les commandants d'unité
- 1946-1947 : lieutenant Vignardou (Mort au combat)
- 1947-1949 : capitaine Jais
- 1949-1950 : capitaine Mazeiraud
- 1950-1951 : capitaine Reynaud
- 1951 : capitaine Latry
- 1951-1952 : capitaine Paillot
- 1952-1953 : capitaine Esvan
- 1953-1954 : lieutenant Thevenet
- 1954 : capitaine Thevenet

- 1984-1985 : capitaine B. Steinmetz
- 1985 : capitaine E. Segura

## Étendard
Il porte, cousues en lettres d'or dans ses plis, les inscriptions suivantes:
Indochine 1946-1954

## Décorations
Sa cravate porte la croix de guerre TOE avec une étoile d'Argent.

## Devise
"Toujours plus haut"

## Missions de la61eCompagnie de circulation routière de 1946 à 1954
En novembre 1946, la 61e CCR rejoint le corps expéditionnaire chargé de récupérer les provinces rétrocédées par le Siam. À cette occasion, elle assure la protection de nombreux convois et effectue des reconnaissances de type cavalerie légère.
En février 1947, de retour à Saïgon, après avoir laissé son deuxième peloton détaché au Cambodge, la CCR prend à son compte le contrôle et la régulation de la circulation civile et militaire du Sud de l'Indochine : autour de Saïgon vers Ban Me Thuot, Dalat et Mỹ Tho et autour de Phnom Penh vers Kampot, Siem Riep, Kompong Cham et Phu Lam, autour de Phnom Penh à Neak Luong, Kompong Cham et Kompong Luong.
Ces postes isolés ainsi que le P.C. de la Compagnie installé à l'hippodrome de PhU To seront très souvent attaqués jusqu'en 1954 ; à chaque fois, l'assaillant sera repoussé. En plus de ces missions extérieures, la CCR participe aux patrouilles de sécurité de jour comme de nuit à l'intérieur de l'agglomération de Saigon-Cholo. Elle assure, en outre, de nombreux piquets d'honneur et escortes d'autorité (Haut Commissaire, Général commandant supérieur du Cambodge…)
Son activité principale, la plus dangereuse et la plus délicate à l'époque, était la participation au guidage, à la défense et la sûreté des convois. La Compagnie y a payé un lourd tribut. Le 25 avril 1947, son premier commandant d'unité, le Lieutenant Vignadou ainsi qu'un sous-officier, chef de peloton, et 5 conducteurs disparaissaient dans une embuscade à Mỹ Tho ; le 19 décembre 1947, une patrouille en escorte de convoi submergée par le nombre des assaillants laisse 4 morts et 2 blessés.
À la suite de l'embuscade meurtrière de la Lagna, où la CCR a 4 tués, le 1er mars 1948, le commandement s'oriente vers une nouvelle solution. Au lieu des convois escortés, on décide d'une technique nouvelle : celle de la « route gardée ». L'effectif des postes est renforcé afin de permettre une surveillance mobile des itinéraires, par ailleurs les convois sont formés et mis en route à partir de gares routières (la 61e CCR en tient 4 : Biên Hòa, Bencat, Thu Dau Mot puis après le départ de la 73e CCR de Saigon).
Les distances entre véhicules étant augmentées (300 mètres), l'accompagnement par un élément de circulation devient indispensable pour assurer la police des convois. La CCR accompagne les colonnes vers Vinh Long jusqu'à Mỹ Tho, vers Dalat jusqu'à Dinh Quan et vers Ban Me Thuot jusqu'à Bu Dangs Rey l'accompagnement était alors pris en charge par la 73e CCR.
Du fait des effectifs peu importants d'une compagnie, de la zone de responsabilités très étendue, de l'insécurité permanente et des missions nombreuses (reconnaissances, fléchage, surveillance, accompagnement, contrôle et régulation, service des gares routières à quoi il faut ajouter patrouille en ville, piquets d'honneurs et escortes), le personnel de la 61e CCR a été soumis à rude épreuve. Malgré tout, leurs missions ont toujours été remplies et leur comportement a toujours été exemplaire, aussi la compagnie s'est elle vue récompensée en 1953 par l'attribution d'une Croix de Guerre des Théâtres d'Opérations Extérieures avec étoile d'Argent (texte de la citation à l'ordre de la Division).
La fin des hostilités voit l'afflux de réfugiés du Tonkin. Après tant de combats, l'unité se dévoue totalement à sa nouvelle tâche toute humanitaire : accueillir cette foule désemparée et déracinée, diriger ces pauvres gens sur des foyers provisoires et leur donner un premier réconfort.
Le 1er novembre, la 61e CCR devient 261e CCR. En dépit des difficultés de toutes sortes, tant au combat qu'en effectifs, qu'en matériel, la 61e CCR est fière d'avoir rempli sa tâche jusqu'au bout, consciente d'avoir en même temps que toutes les unités d'Indochine, participé à l'œuvre gigantesque de civilisation et de pacification que la France a entreprise dans ses possessions d'Extrême-Orient.

## Journal de marche et des opérations de 1946 à 1954

### Année 1946
- 1946 :

Le 20 janvier 1946, le Détachement de la circulation routière de la 3e division d'infanterie coloniale embarque à Marseille pour l'Indochine. L'arrivée des premiers éléments se fait le 12 février à Saïgon. Le 25 avril, tous les éléments du DCR ont rejoint leur unité. Ce jour-là, le DCR de la 3e DIC est constitué en Compagnie et devient la 61e Compagnie de circulation routière.
C'est à partir du 1er mai 1946 que la CCR devient Compagnie autonome. À cette date, l'unité est commandée par le lieutenant Vignardou ; son adjoint est le sous-lieutenant Lallart.
Le 10 juillet, la 61e CCR remplace dans ses positions la 73e CCR partant pour le Laos et le Cambodge (gares routières, patrouilles de jour et de nuit).
Elle assure le service d'ordre au Port. Le 15 juillet, elle repasse sous les ordres de la 3e DIC. Du 6 au 13 novembre, elle repasse ses consignes de circulation de Saïgon-Cholon à la 73e CCR (fléchages d'itinéraires, liaisons). Durant cette année, la 61e CCR assure essentiellement des patrouilles de police de la route et de sécurité ainsi que de missions de jalonnement, de service d'ordre de reconnaissance et de contrôle.

### Année 1947
- 1947 :

En février, elle participe aux opérations des provinces rétrocédées au Cambodge. On lui confie la circulation de l'axe Saïgon-Dalat. Par ses postes fixes de Baqueo Binh Loi, Phu Lam, Neak Luong, Kompong Luong, elle contrôle toutes les principales routes d'Indochine Sud et y régule tout le trafic routier dans ses principaux axes : Saïgon vers Mỹ Tho et Dalat, Phnom Penh vers Kampot, Siemreap, Kompong Cham, Battambang.
Elle contrôle également la circulation routière à l'intérieur de la place de Saïgon Cholon en faisant des patrouilles de jour et de nuit. Elle participe à de nombreuses opérations de nuit en liaison avec les commandos à l'intérieur ou dans les environs de la ville de Cholon.
En avril 1947, un peloton de la 61e CCR est détaché au Cambodge sous l'autorité du commandement des forces de ce royaume. Il fournira toutes les escortes et piquets d'honneur lors du voyage du haut-commissaire et du général commandant supérieur du Cambodge à Phnom Penh, les patrouilles de nuit du 2e peloton assurent des missions de circulation et de sécurité sur ordre du colonel commandant les forces du Cambodge.
Le peloton de circulation routière, chargé du contrôle aux points sensibles, est lui fractionné à Svay Rieng, Neak Luong, Kompong Luong et Kompong Cham ; deux postes en réserve assurent la police de circulation à Phnom Penh.
Le 25 avril 1947, le convoi de Cantho est attaqué : un convoi de 13 véhicules militaires et 28 véhicules civils, dont 2 V.L. transportant le ministre de l'Éducation Nationale de Cochinchine et le sous-secrétaire d'État à l'information, tombe à 10H45, dans une grosse embuscade, dans le village de Tan Hiep, à l'ouest de Mỹ Tho. Plusieurs mines explosent au passage du camion de l'escorte et des deux V.L. dont tous les occupants sont tués. Aussitôt, les rebelles déclenchent le tir de leurs armes automatiques. Un conducteur de la 2/519 C.T. est tué à son volant. Les autres chauffeurs de cette compagnie, le poste de circulation de la 61e CCR, ripostent et tiennent jusqu'à l'arrivée des A.M. de secours que le maréchal-des-logis Denis, de la 2/519°, après avoir réussi à faire demi-tour sous le feu adverse, est allé chercher à une dizaine de kilomètres en arrière.
Le bilan est lourd : 42 tués et 4 disparus, parmi lesquels outre les deux ministres, le lieutenant Vignardou, 1 sous-officier et 5 conducteurs de la 61e CCR, 1 conducteur de la 2/519 et le chef de convoi, 12 blessés, 8 véhicules militaires détruits et 4 civils tués.
Le 23 mai 1947, un nouvel accrochage léger se produit sur la route de Vinh Long. Durant les mois suivants, les nombreux convois sur Vinh Long sont réorganisés ; ils seront désormais sous la conduite d'un officier des blindés, un officier et un sous-officier du Train devenant son adjoint. L'espacement des véhicules sera de 300 mètres, des éléments mobiles de circulation assurant la police du convoi sont fournis par la C.C.R ; ces éléments sont en liaison radio avec les éléments mobiles de sécurité, d'intervention rapide. Des barrages (tranchées ou abattis) ralentissent souvent ces convois.
En août 1947, la CCR reçoit un nouvel armement : les mitraillettes Sten en remplacement des mitraillettes Thompson.
Le 19 décembre sur la route de Ban Me Thuot, un convoi est attaqué. Un convoi de 80 véhicules (10 militaires et 70 civils) roule en direction de Ban Me Thuot. Il comporte outre une rame spéciale de 18 véhicules civils chargés d'essence et de munitions, 1 escorte d'infanterie et 2 A.M. aux ordres du lieutenant Petitfils de la Compagnie auto du Sud Annam, 1 poste de circulation de la 61e CCR -5 hommes et 2 radio- et l'élément de dépannage fourni par le GT 511.
A 11H40, l'escorte de tête atteint le village de Dong Xoai au P.K. 105, au moment où une mine saute devant le véhicule du P.C.R. au P.K. 101. Simultanément, la fusillade éclate. Le combat se poursuit jusqu'à 12H30, moment où l'intervention d'une patrouille d'avions provoque le décrochage des rebelles.
Au total, le convoi compte 9 morts dont 2 agents de circulation, 15 blessés parmi lesquels le lieutenant Petitfils et 2 conducteurs de la 61e CCR vingt véhicules sont détruits.
Réveillés tous les matins à 3 heures, le personnel de la CCR au complet assure inlassablement la mise en route des convois de la gare routière. Elle tient les postes de contrôle des itinéraires d'accès à Saïgon et effectue régulièrement des patrouilles sur la route Saïgon - Nha Be, escorte sur sa demande le général commandant les Troupes Françaises d'Indochine du Sud (T.F.I.S..). Elle fait des contrôles systématiques dans l'agglomération Saïgon Cholon et a entamé le fléchage des itinéraires relevant des T.F.I.S..
Enfin, dans le cadre du quartier VI et malgré son déficit en personnel, la CCR 61 a eu à cœur de seconder des unités voisines en reprenant son tour normal de patrouilles de nuit et en effectuant quelquefois des patrouilles exceptionnelles dictées par les circonstances.
Parallèlement à ses missions, un travail obscur est effectué par le personnel des Services Généraux dont on ne dira jamais assez l'esprit de dévouement. Dans une CCR, il n'y a presque jamais d'actions de masse, mais souvent au contraire, travail par petits groupes isolés et sorties individuelles sans horaire déterminé. Les missions n'ont pu s'accomplir que dans la mesure où les services généraux réduits du reste à leur strict minimum, se sont adaptés à ce rythme : les cuisiniers s'efforçant de garder à manger chaud quelle que soit l'heure d'entrée des conducteurs en service, les indisponibles et inaptes se chargeant des travaux d'intérêt général et de la confection des flèches ; les dépanneurs s'affairant à la réparation d'un matériel qui, lâchant de tous côtés n'est remis en service journellement qu'à la suite d'efforts extraordinaires.
En dernier lieu, les aménagements à apporter aux cantonnements et aux postes de contrôle ont été poursuivis. Il semble que dans leurs rares moments de loisirs, les conducteurs aient pris un certain plaisir « à se servir de leurs dix doigts », qu'ils aient été employés à la peinture ou à la fabrication de petits meubles rustiques pour leurs chambrées. C'est là une application des ateliers artisanaux dont l'ouverture a été recommandée dans tous les corps de troupe de France.
Les difficultés de toutes sortes rencontrées sur la route n'ont pas modifié la fréquence et la régularité des convois. Elles ont été surmontées grâce à une spécialisation de plus en plus poussée du personnel.
À Saïgon, une gare routière de départ fonctionne à Dong Xoai. Les embouteillages au bac de My Thuan ont été évités par deux « dispatching » respectivement assurés au départ de Saïgon et de An Huu.
Les postes de contrôle ont été aménagés et rappellent maintenant par leurs installations pratiques et particulièrement visibles, leurs signalisations et bureaux de renseignements, ceux de l'armée.
Au cours de cette année, les efforts ne se sont pas relâchés : il a fallu en permanence, niveler, colmater, instruire, rechercher en un mot le rendement maximum et le progrès dans tous les domaines. La 61e CCR est fière de participer à la « Répression de la rébellion et Pacification » suppléant aux difficultés de toutes sortes par une bonne volonté et un allant qui ne démentiront jamais.

### Année 1948
- 1948 :

Presque quotidiennement des accrochages légers ont lieu entre les convois et les rebelles. Les avions de reconnaissance signalent les barrages, les tranchées et la présence de rebelles.
La compagnie est renforcée de 10 sous-officiers et 40 militaires du rang.
Attaque du convoi de Dalat le 1er mars 1948 : le convoi comprend 69 véhicules dont 53 civils. L'escorte, composée de deux auto-mitrailleuses et de 4 sections de protection (22e R.I.C. et 4e B.D.P.), est répartie en 3 éléments : tête, milieu et queue de la colonne. La circulation est assurée par un poste de la 61e CCR disposant d'un scout-car radio. L'élément de dépannage est fourni par la 2/519 C.T..
Au cours de la journée la colonne est d'abord accrochée par 3 fois. Une intervention de la chasse a été nécessaire le matin ; le poste de circulation, chaque fois, a remis le convoi en ordre et l'élément de dépannage a procédé à diverses réparations. Vers 16H30, la tête de la colonne arrive à hauteur du P.K 112 au moment où le scout-car du chef de convoi saute sur une mine. C'est le signal de l'attaque déclenchée par le Viet Minh sur toute la longueur du convoi.
Le scout-car de la 61e CCR saute à son tour sur une mine.
Le combat se poursuit jusqu'à 20H15, au moment du décrochage d'une partie des rebelles cédant sous les coups de l'aviation de chasse. Vers 21H00, les premiers secours arrivent de Dalat. La plupart des véhicules du convoi ont été détruits ou brûlent encore. On compte au total une cinquantaine de morts, dont le lieutenant-colonel Brunet de Sairigné (commandant la 13e DBLE) qui avait pris place dans sa jeep dans la colonne, 3 tués du P.C.R. parmi lesquels le maréchal-des-logis Lenoir, chef de poste et 1 du GT 511 et de nombreux blessés et disparus dont 2 du P.C.R., 2 du GT 511 et 2 de la 2/519° CT.
La mise en route tous les matins des convois à la gare routière s'est effectuée avec une ponctualité remarquable. Le fonctionnement des gares routières têtes de ligne et des gares routières d'arrivée s'est révélé toujours satisfaisant. Toutes les modifications survenues au réseau routier ont été journellement signalées au commandement.
Sur certains axes et à certaines heures, la circulation est rendue libre : Saïgon à Bien Hoa, de Saïgon à Thu Dau Mot, et de Saïgon à Cant Ho.
La CCR reçoit un renfort de 4 sous-officiers et 20 militaires du rang.
Le fléchage mis en place par la CCR fait des essais de liaison par pigeons voyageurs lors d'attaques des convois.
De nombreux véhicules isolés sont arrêtés, pillés, et leurs occupants faits prisonniers.
Pas un seul mouvement au départ de Saïgon qui n'ait été régulé par les postes de contrôle. Pas une seule mission de surveillance de la circulation à laquelle la Compagnie n'ait participé. Les renseignements de tous ordres (circulation, transports, matériel) recueillis et centralisés ont fait l'objet de suggestions particulières ou d'études d'ensemble. Au cours de l'année 1948, le peloton de circulation détaché au Cambodge a effectué 1 800 km de reconnaissances routières et patrouilles de sécurité tout en assurant en outre le contrôle routier et de nombreuses escortes.
Insensiblement et parce que la formule du convoi escorté a fait faillite, on s'est acheminé vers la protection indirecte de la route. Cette solution qui donne d'excellents résultats, n'apporte pas de modifications profonde aux méthodes d'emploi des unités de circulation dont le rôle ne change pas. « Aller au-devant des besoins des usagers de la route » telle demeure la mission de la 61e CCR.
Les rapatriements massifs au cours de cette année ont posé un grave problème d'effectifs et par une coïncidence bizarre, les missions n'ont fait qu'augmenter. Constamment sur la brèche, les officiers, les sous-officiers et hommes de troupe ont rivalisé d'allant et de combativité pour faire honneur aux traditions de la Compagnie.
Il a fallu sans arrêt réorganiser, adapter les méthodes, centraliser les renseignements, améliorer, proposer, décider et exécuter avec initiative.
La récompense, si modeste soit-elle, est dans cette phrase du colonel commandant la zone et qui dit en substance :
« La CCR 61 n'est pas une police destinée à tracasser les usagers de la route, mais une unité combattante, spécialisée dans l'organisation de la circulation sur les grands itinéraires et qui constitue un des éléments essentiels de la sécurité de la route. »
Dans son message du jour de l'an, le général commandant les TFIS écrit :
« les principaux itinéraires routiers de la Cochinchine ont été ouverts à la circulation libre ou au passage en sécurité, de courants de circulation contrôlée ».

### Année 1949
- 1949 :

Les embuscades contre les camions et les cars sont presque devenues quotidiennes, les véhicules capturés après avoir été pillés, sont incendiés.
Les convois sont également harcelés et le nombre des victimes est important.
De plus à chaque passage des convois, les routes se dégradent de plus en plus et les ponts sont souvent en mauvais état.
Le convoi dit « opérationnel » mis au point fin 1949, est une véritable opération interarmes qui met en œuvre toutes les unités disponibles -tabors, légionnaires, parachutistes, blindés, génie, artillerie train- pour assurer la sécurité de la colonne automobile.
Avant le départ, le convoi formé dans la gare routière est articulé de la manière suivante :
en tête, escorte blindée composée d'un à deux véhicules blindés -auto-mitrailleuse ou half track- et d'un soutien porté ;
P.C. opérationnel comprenant les moyens radio nécessaires à la liaison avec le P.C. du commandant du Train de la zone frontière à Lang Son et avec l'escorte, le réseau Train du convoi, un détachement de liaison de l'artillerie d'appui direct ;
P.C. Train avec un poste de circulation, un véhicule radio et 1 escorte sur GMC;
un nombre variable de rames de 10 à 12 heures;
en queue, un élément lourd disposant d'un poste de circulation d'un véhicule de dépannage et d'une escorte blindée de composition analogue à celle de tête.
Les garnisons des postes, tout au long de l'itinéraire, assurent la protection rapprochée et statique du convoi avant et pendant son passage;
Les rames quittent la gare de départ toutes les dix minutes environ.

### Année 1950
- 1950 :

L'action rebelle contre les voies de communication s'intensifie et s'étend sur le territoire. Les embuscades dont sont victimes les unités du Train sont multiples.
Le 30 mars 1950, c'est au tour du convoi de Dalat d'être attaqué par environ 1 000 rebelles sur 25 kilomètres, entre les P.K. 64 et 89. Les Viet Minh restent maîtres de la route jusque vers 15 heures. On compte alors 22 véhicules brûlés dont 1 militaire, 10 tués ou disparus, 3 blessés. Le poste de circulation de la 61e CCR, qui n'a pas été pris dans l'embuscade, donne l'alerte, dégage la route et évacue les blessés.
Cette année se déroule avec les mêmes incidents que l'année 1949 : embuscades, agressions de convois isolés, pillés et incendiés.

### Année 1951
- 1951 :

Les attaques contre les véhicules se font moins nombreuses que les années précédentes.
Existait à Nancy en 1951, une base de la 252 Compagnie de circulation routière à la caserne Landremont (Verneau par la suite) rue du sergent (Blandan aujourd'hui).

### Année 1952
- 1952 :

Les diverses unités du Train au Sud Viêt Nam remplissent désormais leurs missions dans des conditions améliorées. L'aide massive accordée par les États-Unis permet un certain renouvellement du parc automobile et l'accroissement du potentiel des unités ; l'extension de la pacification facilite l'exécution des mouvements et transports : le nombre des embuscades et des incidents est en régression, sans toutefois disparaître totalement.
C'est par exemple l'attaque du convoi de Ban Me Thuot survenue le 12 février 1952 entre les postes de Phuoc Hoa et An Binh (P.K. 71 à 81). La colonne comprend 60 véhicules dont 24 camions de la 2/566 C.T. ; elle est articulée en une première rame de 11 camions avec une escorte d'un scout-car et son soutien porté, une deuxième rame de 13 véhicules, l'élément du chef de convoi et un scout-car de l'escorte, une troisième rame d'une dizaine de camions civils dont 6 sont chargés d'essence et, en queue du convoi, l'élément de dépannage et le reste de la protection. Un Morane survole la colonne.
A 12H30, les rebelles déclenchent une attaque générale de la tête à l'extrémité de la colonne; au moment de l'attaque, trois mines sur cinq avaient été relevées pour « l'ouverture de la route » fournie par la 61e CCR dont le soutien immédiat était assuré par les scout-cars de la 73e CCR.
Dès le début, le GMC de tête saute sur une mine et bloque la colonne, car la route est sinueuse, encaissée et bordée par une forêt très dense. Les éléments de protection s'efforcent de riposter; une auto-mitrailleuse saute sur une mine au cours de l'action et immobilise l'élément de protection central au P.K. 74. En queue, le dépannage est pris à partie. L'arrivée de l'aviation de chasse, alertée par le Morane, met un terme à l'assaut des rebelles. Au total, 7 camions, dont 3 militaires ont été incendiés, 2 militaires tués et 8 blessés, mais l'essentiel du convoi a pu être sauvé.
C'est encore l'attaque du poste de la 61e CCR à Binh Loi au cours de la nuit du 5 au 6 août 1952 : à 23H15, le conducteur de faction, blessé par un rebelle qu'il a aperçu, peut néanmoins donner l'alerte. Le poste de circulation rejoint aussitôt ses positions de combat sous le commandement du maréchal-des-logis Fontenay qui prévient immédiatement le secteur de Thu Duc. Environ deux sections Viet attaquent le poste; l'une au Nord-est tente d'y pénétrer à travers la défense de pointes de bambous et de barbelés ; l'autre au Sud, bloque l'entrée du poste et empêche l'arrivée de renforts. La section Nord est arrêtée par les tirs de la garnison, dans les défenses. L'arrivée d'une patrouille blindée, envoyée par le secteur, contraint l'adversaire à se replier en direction de Thu Duc, jusqu'à une ligne de paillotes située à environ 200 mètres en retrait de la route. Le feu continue jusque vers 00H15, puis les rebelles disparaissent emportant leurs morts et leurs blessés. Le poste n'a pas eu de nouvelles pertes au cours du combat.

### Année 1953
- 1953 :

La 61e CCR perçoit de nouvelles motos : Harley Davidson.

### Année 1954
- 1954 :

Le 1er novembre la 61e CCR devient 261e CCR Aucune modification dans sa composition et son organisation.

### Bilan de 1946 à 1954
Le total des pertes de la Compagnie pour la période de 1946 à fin 1954 s'élève à :
- Morts au Champ d'Honneur : 16
- Morts en Service Commandé : 12
- Blessés au Combat : 10
- Blessés en Service Commandé : 21
- Disparus : 6

Récompenses individuelles obtenues par le personnel de la Compagnie :
- Médailles militaires : 9
- Citations à l'Ordre du Corps de l'Armée : 2
- Citations à l'Ordre de la Division : 12
- Citations à l'Ordre de la Brigade : 58
- Citations à l'ordre du Régiment : 111

La CCR 61 par le travail acharné qu'elle a fourni et le nombre de tombes qui portent son inscription, croit ne pas avoir failli à sa tâche.